# Prades-le-Lez
Prades-le-Lez (okzitanisch Pradas de Les) ist ein südfranzösischer Ort und eine Gemeinde (commune) mit 6207 Einwohnern (Stand: 1. Januar 2022) im Département Hérault in der Region Okzitanien.

## Lage und Klima
Der Ort Prades-le-Lez liegt am Flüsschen Lez etwa 12 km (Fahrtstrecke) nördlich von Montpellier in einer Höhe von ca. 65 m. Im Norden von Prades-le-Lez erhebt sich der 658 m hohe Pic Saint-Loup mit seiner markanten Silhouette. Das Klima ist meist warm; Regen (ca. 740 mm/Jahr) fällt überwiegend im Winterhalbjahr.

## Bevölkerungsentwicklung
| Jahr                       | 1800 | 1851 | 1901 | 1954 | 1999 | 2019 |
| Einwohner                  | 233  | 390  | 576  | 476  | 4361 | 5908 |
| Quellen: Cassini und INSEE |      |      |      |      |      |      |

Trotz der Reblauskrise im Weinbau und der zunehmenden Mechanisierung der Landwirtschaft wuchs die Bevölkerung des Ortes wegen seiner Nähe zur Großstadt Montpellier seit den 1950er Jahren rapide.

## Wirtschaft
Bis in die erste Hälfte des 20. Jahrhunderts lebten die Bewohner der Gemeinde als weitgehende Selbstversorger von den Erträgen ihrer Felder und Gärten sowie von der Viehzucht. Eine grundlegende Veränderung geschah in der zweiten Hälfte aufgrund des Zuzugs von Familien und Einzelpersonen in den Großraum Montpellier.

## Geschichte
Prähistorische und römische Kleinfunde wurden auf dem Gemeindegebiet gemacht. Die erste Erwähnung des Ortsnamens Villa Pratis stammt aus dem „Kartular von Gellone“ (804). Eine romanische Kirche ist für die Mitte des 12. Jahrhunderts nachgewiesen; eine Stadtmauer (remparts) entstand im späten 12. Jahrhundert. Kirche und Ort standen in der Abhängigkeit vom ca. 20 km südlich gelegenen Kloster Maguelone. Während des Hundertjährigen Kriegs (1337–1453) wurde die Stadtbefestigung erneuert und ausgebaut. Im 17. Jahrhundert erlangte der Marquis de Toiras, dem auch das Château de Restinclières gehörte, die Grundherrschaft (seigneurie) über den Ort.

## Sehenswürdigkeiten

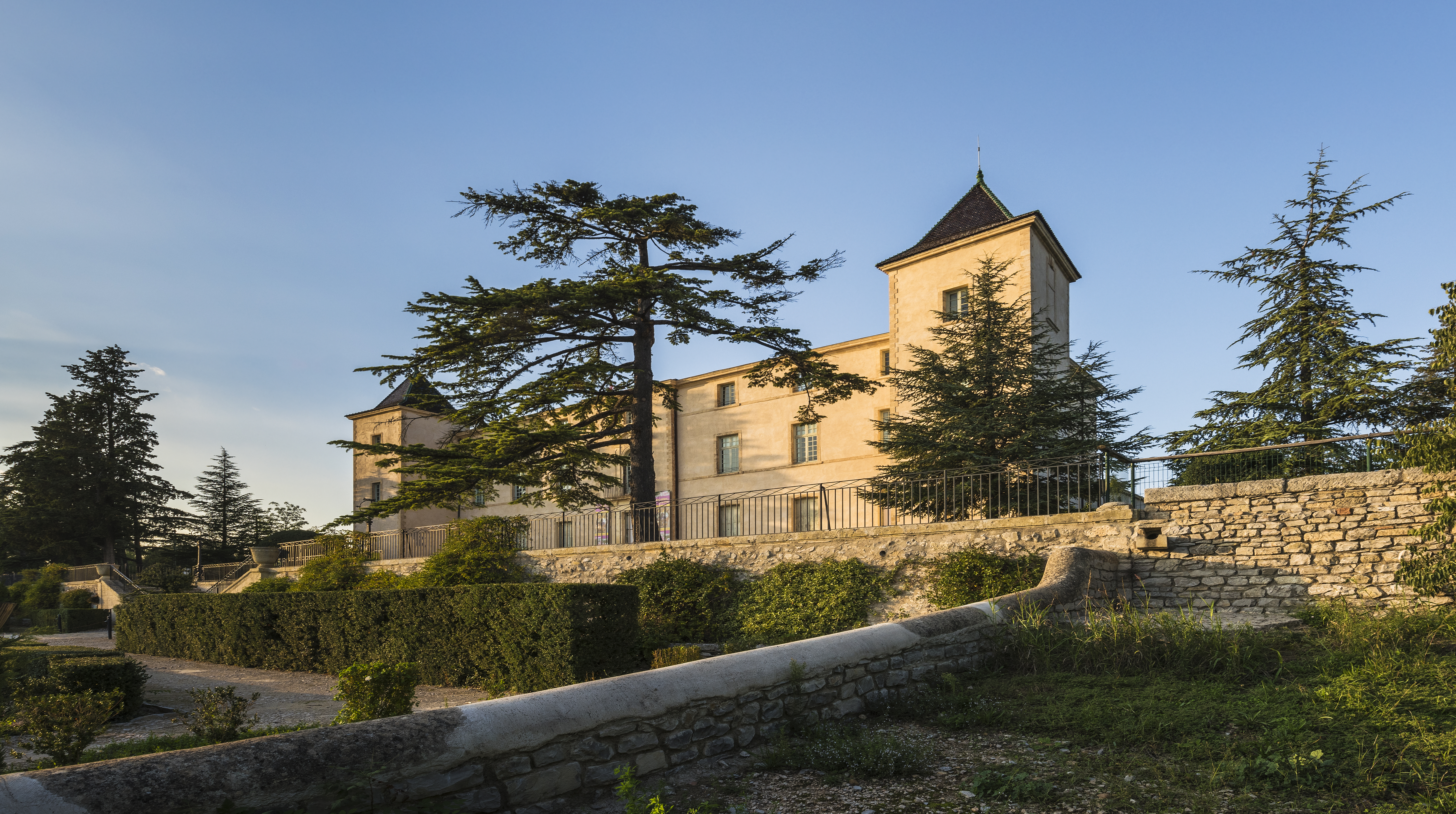
Château de Restinclières

- Die Église Saint-Jacques-le-Majeur ist dem Apostel Jakobus d.Ä. geweiht; sie entstand in den Jahren 1889 bis 1891 an der Stelle der mit einer Länge von ca. 12,50 m zu klein gewordenen romanischen Kirche S. Jacobi de Pratis aus dem 12. Jahrhundert.[3]

Umgebung
- Das ca. 3 km nördlich gelegene Château de Restinclières wurde in der Zeit Ludwigs XIV. an der Stelle der alten Burg erbaut. Inzwischen gehört es dem Departement und seine ca. 240 ha umfassenden Ländereien werden ökologisch nachhaltig bewirtschaftet.